# Speedball (rusmiddel)
Speedball er et kombination af kokain og heroin eller morfin, der tages intravenøst eller ved snifning. Den oprindelige speedball brugte kokainhydrochlorid blandet med morfinsulfat frem for heroin.